# Warkały (powiat olsztyński)
Warkały (dawniej niem. Warkallen)– wieś na Warmii w Polsce położona w województwie warmińsko-mazurskim, w powiecie olsztyńskim, w gminie Jonkowo. W latach 1975–1998 miejscowość należała administracyjnie do województwa olsztyńskiego.
Warkały położone są we wschodniej części gminy Jonkowo. Najbliższa wieś to Giedajty, oddalone o ok. 2 km w kierunku zachodnim. Od centrum Olsztyna wieś oddalona jest o ok. 12 km, natomiast do zachodnich granic admisnistracyjnych miasta odległość ta wynosi ok. 4,5 km. Odległość od siedziby gminy to ok. 5 km. We wsi znajdują się m.in.: zakład produkcji stolarki okiennej, podłóg drewnianych, warsztaty samochodowe, ferma drobiu, stacja paliw, firmy handlowe (części samochodowe, pasze), znana firma szkoleniowo-doradcza, oddział firmy spedycyjnej.
Wieś jest obsługiwana przez pojazdy PKS w Olsztynie, PKS Ostróda oraz PKS Iława. Przewoźnicy ci umożliwiają mieszkańcom Warkał m.in. dojazd do Olsztyna, Ostródy, Zalewa, Miłakowa czy Morąga. Przez teren wsi biegną także trasy linii obsługiwanych przez prywatnych przewoźników. Jedna z linii umożliwia dojazd do siedziby gminy, Jonkowa. Przez teren wsi przebiega droga wojewódzka nr 527.
Warkały zlokalizowane są na obrzeżu Łąk Warkalsko-Trojańskich, które są bogatym kompleksem przyrodniczym, miejscem występowania torfów wysokich i niskich, żółwia błotnego, żurawia. W granicach wsi znajduje się Obszar Natura 2000 – PLH 280039 „Jonkowo – Warkały” (pow. 226,5 ha), jako teren ochrony siedliskowej występowania torfowisk przejściowych, wysokich, trzęsawisk, borów i lasów bagiennych.

## Historia
Wieś lokowana w 1345 r., kiedy to biskup warmiński Herman z Pragi, za zgodą kapituły warmińskiej, wydał w Ornecie przywilej Prusowi Succule na założenie wsi Grunewalt (Grünewald), na 30 włókach na prawie chełmińskim  w pobliżu jeziora zwanego wtedy Rauxscowe. Proponowana nazwa wsi Grunewalt nie przyjęła się i z biegiem czasu została zastąpiona nazwą Warkallen. Pierwszy sołtys Prus Succule otrzymał 30 łanów ziemi. 35 lat później (1380 r.) ówczesny sołtys Warkał zwrócił się z prośbą o odnowienie dokumentu lokacyjnego. Najprawdopodobniej było to spowodowane zniszczeniami, do jakich doszło w czasie najazdu litewskiego. W XV wieku Warkały ponownie zostały splądrowane. Tym razem było to spowodowane wojną głodową oraz wojną trzynastoletnią. W 1513 r. ponownie wystawiono odnowiony przywilej lokacyjny. 22 stycznia 1517 sołtysowi Hansowi Krulke nadano przywilej na dotychczasowe 30 łanów. Dokumenty kapitulne wydane trzy lata później mówiły jednak, iż wówczas w Warkałach znajdowało się 21 łanów opuszczonych. Akcja ponownego zagospodarowania wsi dobiegła końca w 1550, gdy trzy ostatnie puste łany otrzymał Jan Resik. Wcześniej nowymi posiadaczami łanów stali się Hans Krulke i Tomasz Kruel.
4 marca 1541 zezwolono na budowę karczmy w Warkałach. W drugiej połowie XVII wieku poza wspomnianą karczmą we wsi znajdowało się jeszcze sześć zagród. W 1673 Warkały zamieszkiwało 38 osób. W 1820 liczba ta wzrosła o prawie stu mieszkańców, a w 1858 wyniosła już 236 osób. Spis urzędowy z 3 grudnia 1861 wykazał, że wieś posiadała 684 hektary ziemi, z czego lasy stanowiły niespełna 3,5%. Liczba mieszkańców wynosiła wówczas 276 osób. 78 lat później zwiększyła się do 313.
Zgodnie z danymi z 2009 wieś Warkały liczyła 419 mieszkańców. W wyborach samorządowych w 2006 w okręgu wyborczym nr 6 do Rady Gminy Jonkowo, obejmującym wieś Warkały, do głosowania uprawnionych było 291 wyborców.
W listopadzie 2012 otwarto nowy publiczny żłobek (dla dzieci w wieku 1-3 lat) w budynku po byłej szkole podstawowej.

## Demografia
- Liczba ludności wsi:

## Polityka i administracja
Wieś Warkały stanowi okręg wyborczy nr 6 w wyborach do Rady Gminy Jonkowo. W okręgu tym wybiera się jednego radnego. W wyborach samorządowych w 2006 mandat radnego zdobył Waldemar Remiszewski (KWW Wspólna Gmina Jonkowo), uzyskując 111 głosów (67,68%). W kadencji 2002–2006 wieś reprezentowała Mirosława Szymaniewicz (KWW Wspólna Gmina), która w 2006, startując z list KWW Wspólny Samorząd Gminy Jonkowo, uzyskała 29,27% głosów.
Frekwencja wyborcza w 2002 wyniosła 64,56% (drugi wynik spośród dwunastu okręgów na terenie gminy), a w 2006 56,70% (trzeci rezultat).
Stanowisko sołtysa wsi zajmowała Barbara Kather, później Beata Jabłońska.

## Zabytki
- kapliczka przydrożna, przy domu nr 3
- kapliczka przydrożna, przy domu nr 35
- kapliczka z dzwonniczką
- siedem innych kapliczek z okresu od połowy XIX do początku XX wieku
- budynek dawnej szkoły z początku XX wieku; stodoła przy szkole z początku XIX wieku
- liczne przykłady budownictwa mieszkalnego i gospodarczego z końca XIX i początku XX wieku

## Kultura
We wsi funkcjonuje świetlica wiejska pod patronatem Gminnego Ośrodka Kultury w Jonkowie. Jej siedziba mieści się w budynku dawnej szkoły podstawowej. Na terenie wsi swoją siedzibę ma Stowarzyszenie Rozwoju Wsi Warkały i Okolic „Nasza Szkoła”. Wspólnie ze świetlicą wiejską realizuje ono corocznie od 2007 projekt w ramach „Pożytecznych Wakacji”, konkursu organizowanego przez Fundację Wspomagania Wsi. Głównym celem projektu jest zapewnienie dzieciom i młodzieży letniego wypoczynku na terenie wsi.